# Niccolò Jommelli
Niccolò Jom(m)elli (Aversa bij Napels, 10 september 1714 - Napels, 25 augustus 1774) was een Italiaans componist.

## Biografie
Jommelli was leerling van onder meer Francesco Durante (1684-1755) aan het Conservatorio di Santa Maria di Loreto. In 1737 beleefde hij zijn eerste succes met zijn opera L'errore amoroso. Hierop volgden onder meer Odoardo (1738) en Merope (1741). Hij verbleef afwisselend te Rome, Bologna (waar hij contrapunt studeerde bij padre Martini) en in Venetië waar hij directeur van een conservatorium werd. Na een korte periode waarin hij als hulpkapelmeester werkzaam was in de Sint-Pietersbasiliek te Rome, begaf hij zich in 1753 als kapelmeester naar Stuttgart, waar hij vijftien jaar in dienst zou blijven. Hij bracht er het Duitse operaleven onder zijn Italiaanse invloed. In deze periode schreef hij onder meer La clemenza di Tito (1753) en Il matrimonio per concorso (1766). 
In 1769 keerde Jommelli naar Napels terug. Kort voor zijn dood schreef hij zijn beroemde Miserere (voor 2 stemmen en orkest).

## Werken
Jommelli componeerde veel kerkmuziek (waaronder een Messa D majeur (1766) - a 4 voci concertata obligati, Requiem, Beatus vir, Te Deum in D majeur, Emitte spiritum, alleluja, Veni creator spiritus, Veni sponsa Christi), een passie, verscheidene oratoria en 82 opera's, waarvan er 53 bewaard zijn gebleven.
- Bibsys: 99010069
- Biblioteca Nacional de España: XX1639416
- Bibliothèque nationale de France: cb13895712z (data)
- Catàleg d'autoritats de noms i títols de Catalunya: 981058518430806706
- CiNii: DA10613764
- Gemeinsame Normdatei: 11871290X
- International Standard Name Identifier: 0000 0001 2137 5248
- Library of Congress Control Number: n82152227
- Nationale Bibliotheek van Letland: 000063169
- MusicBrainz: ddbea2a2-9424-4ee3-b14c-351f22f2c4d3
- Nationale Bibliotheek van Tsjechië: xx0031595
- Nationale bibliotheek van Australië: 35269973
- Nationale Bibliotheek van Israël: 987007283519205171
- Nationale Bibliotheek van Polen: a0000001263793
- Nationale en Universitaire bibliotheek Zagreb: 000097994
- Nederlandse Thesaurus van Auteursnamen: 096769211
- Réseau des bibliothèques de Suisse occidentale: 02-A003429182
- Istituto Centrale per il Catalogo Unico: CFIV026623
- LIBRIS: 235588
- SNAC: w68h0dnz
- Système universitaire de documentation: 068647654
- Trove: 890937
- Virtual International Authority File: 66652159
- WorldCat: E39PBJB8qVmjBRcct8Mk99pgKd